# Veljko Marinović
Veljko Marinović, črnogorski general, * 10. februar 1915, † 22. marec 1998.

## Življenjepis
Leta 1933 je postal član KPJ in leta 1941 je vstopil v NOVJ. Med vojno je bil politični komisar več enot.
Po vojni je končal VVA JLA in bil med drugim pomočnik poveljnika divizije, načelnik oddelka v SSNO, ...